# Estadio del Bicentenario
Das Estadio del Bicentenario ist ein Fußballstadion in der argentinischen Stadt San Juan. Es bietet Platz für 25.286 Zuschauer und dient dem Verein CA San Martín de San Juan als Heimstätte.

## Geschichte
Das Estadio del Bicentenario in San Juan, einer Stadt mit über 100.000 Einwohnern im Westen Argentiniens, gelegen in einer Oase, wurde zwischen 2009 und 2011 erbaut und am 16. März 2011 eröffnet. Zum ersten Spiel im neuen Stadion trafen sich die argentinische Fußballnationalmannschaft und die Nationalmannschaft von Venezuela zu einem Freundschaftsspiel, das von Argentinien mit 4:1 gewonnen wurde. Ab 2011 wird das Stadion vom örtlichen Verein CA San Martín de San Juan als Austragungsort für Heimspiele im Fußball genutzt. Dabei ersetzte das Estadio del Bicentenario das Estadio Ingeniero Hilario Sánchez als Heimstätte von CA San Martín, das Platz bot für 19.000 Zuschauer und seit 1951 die Fußballspiele des Clubs aus San Juan beheimatete. Der Verein spielt derzeit in der erstklassigen Primera División, nachdem in der abgelaufenen Saison (2010/11) der dritte Platz in der zweiten Liga, der Primera B Nacional, belegt wurde und nach gewonnenen Relegationsspielen gegen Gimnasia y Esgrima de La Plata der Aufstieg gelang.
Das Estadio del Bicentenario wurde aus Gründen der Copa América 2011, deren Ausrichtung sich Argentinien gesichert hatte, erbaut und ist während des Turnieres einer der Spielorte. Mit einer Kapazität von gut 25.000 Zuschauerplätzen während des Turniers  ist es das drittkleinste Stadion bei der Copa América. Im Turnierverlauf werden drei Spiele in San Juan stattfinden, wobei zwei auf die Vorrunde und eins auf das Viertelfinale entfallen.

## Spiele der Copa América 2011
| Datum         | Team 1  | Team 2    | Ergebnis | Zuschauer | Spielrunde             |
| ------------- | ------- | --------- | -------- | --------- | ---------------------- |
| 5. Juli 2011  | Uruguay | Peru      | 1:1      | 25.000    | Gruppenphase; Gruppe C |
| 5. Juli 2011  | Chile   | Mexiko    | 2:1      | 25.000    | Gruppenphase; Gruppe C |
| 17. Juli 2011 | Chile   | Venezuela | 1:2      | 23.000    | Viertelfinale          |